# Thermocyclops emini
Thermocyclops emini – gatunek widłonoga z rodziny Cyclopidae.
Pierwszy opis naukowy gatunku opublikował w 1898 roku czeski zoolog Alois Mrázek (1868–1923), nadając mu nazwę Cyclops emini. Jako miejsca typowe autor wskazał okolice wyspy Djúma na Jeziorze Wiktorii (Afryka Wschodnia) oraz Bukobę położoną nad tym jeziorem. Okazy typowe pozyskano w marcu 1892 roku.  Epitet gatunkowy upamiętnia niemieckiego lekarza, podróżnika i badacza Afryki Emina Paszę.